# پوسوله
پوسوله (اسپانیایی: pozole‎؛ ناهواتل: pozolli  po'sol:i (راهنما·اطلاعات)؛ نام‌های دیگر: pozolé ،pozolli یا posole) نام یک سوپ یا خورش سنتی در کشور مکزیک است که اهمیت آئینی و مذهبی دارد.
پوسوله را با هومینی و گوشت (معمولاً گوشت خوک) در ترکیب با چاشنی‌هایی نظیر سیر، پیاز، فلفل تند، ترب، آووکادو، سالسا یا لیموترش سبز تهیه می‌کنند.
نام این غذا، در یکی از کتاب‌های مردم‌نگارِ پیشگام و کشیشِ مُبلغ فرقه فرانسیسکن «برناردینو دِ ساگوون» در حوالی سال ۱۵۰۰ میلادی ذکر شده است. پس از استعمارگری و کوچ اسپانیایی‌ها به مکزیک، اجزاء تشکیل‌دهندهٔ این غذا تغییراتی کرد، اما ذرت آن باقی ماند.
پوسوله در مناطق مختلفی از مکزیک همچون سینالوآ، میچوآکان، گررو، ساکاتکاس، خالیسکو، مورلوس، ایالت مکزیک، مکزیکو سیتی و همچنین رستوران‌های مکزیکی در سرتاسر دنیا سرو می‌شود.
در کشور مکزیک، این غذای سنتی را در جشن‌ها و مراسمی همچون عروسی، جشن تولد، کویینسس (جشن پانزده سالگی) و جشن سال نو سرو می‌کنند. یادآور می‌شود که ذرت در میان آزتک‌ها، گیاهی مقدس بود و آنرا فقط در مراسم خاصی مصرف می‌کردند.

## نگارخانه

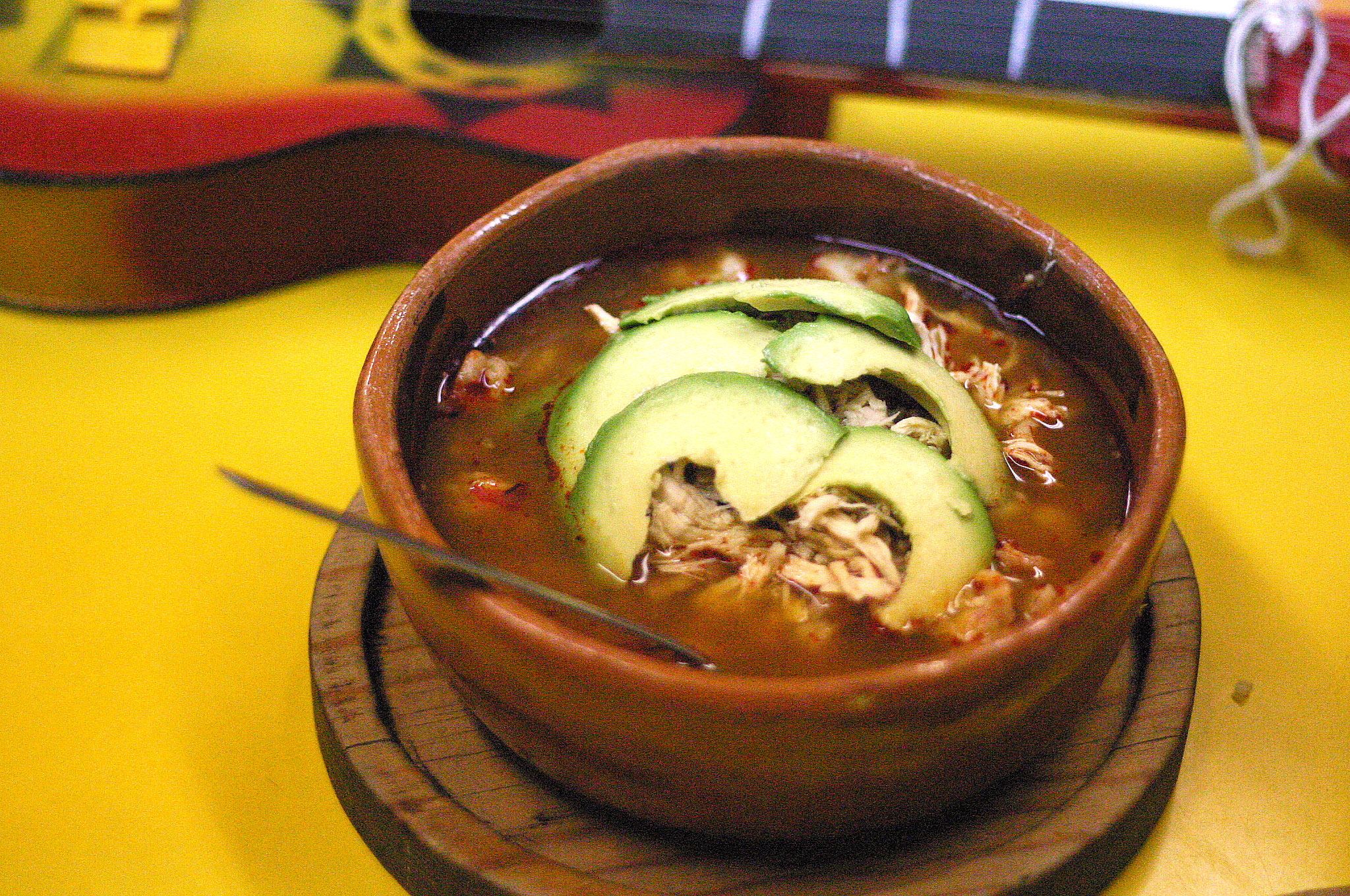
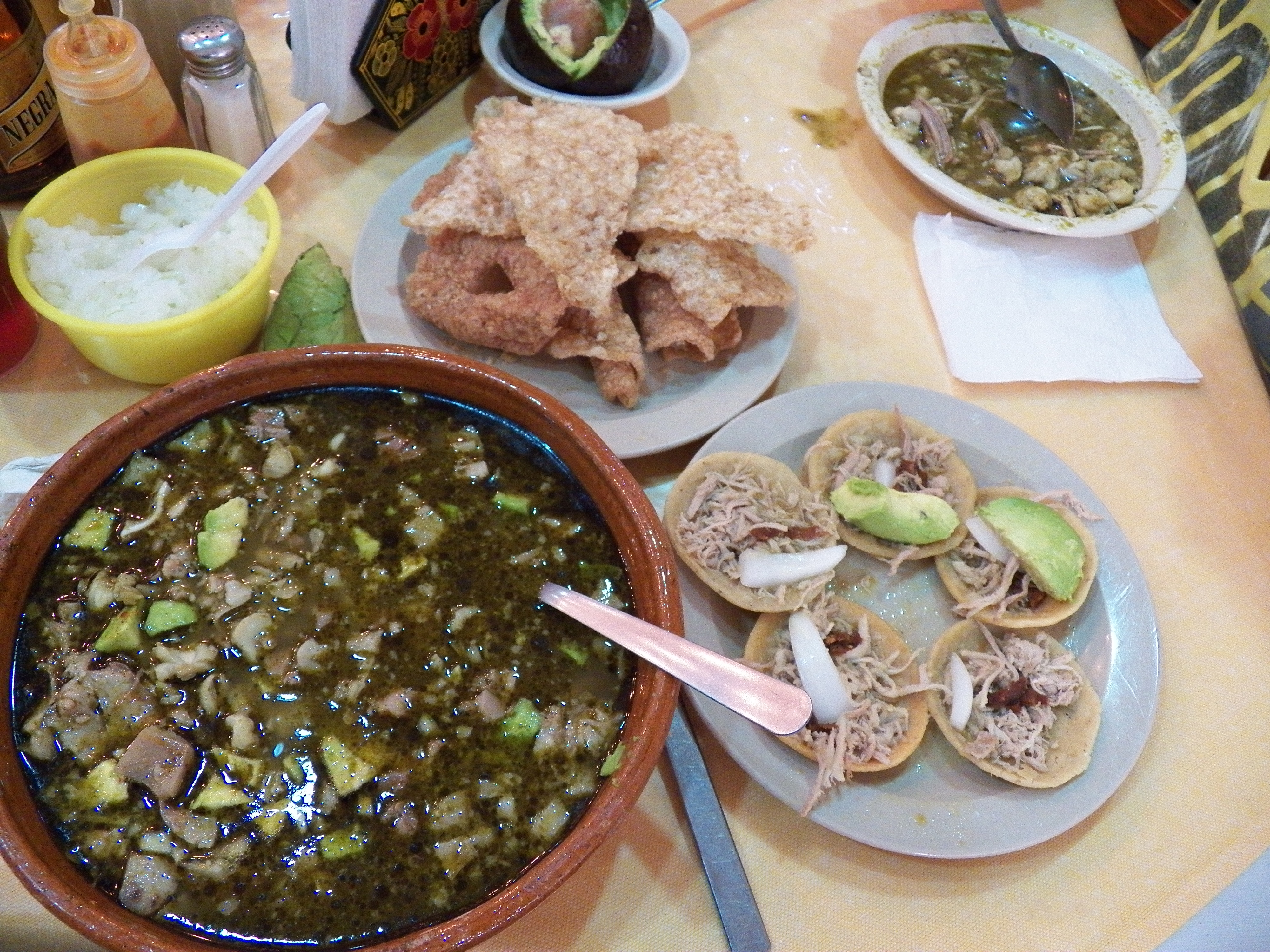
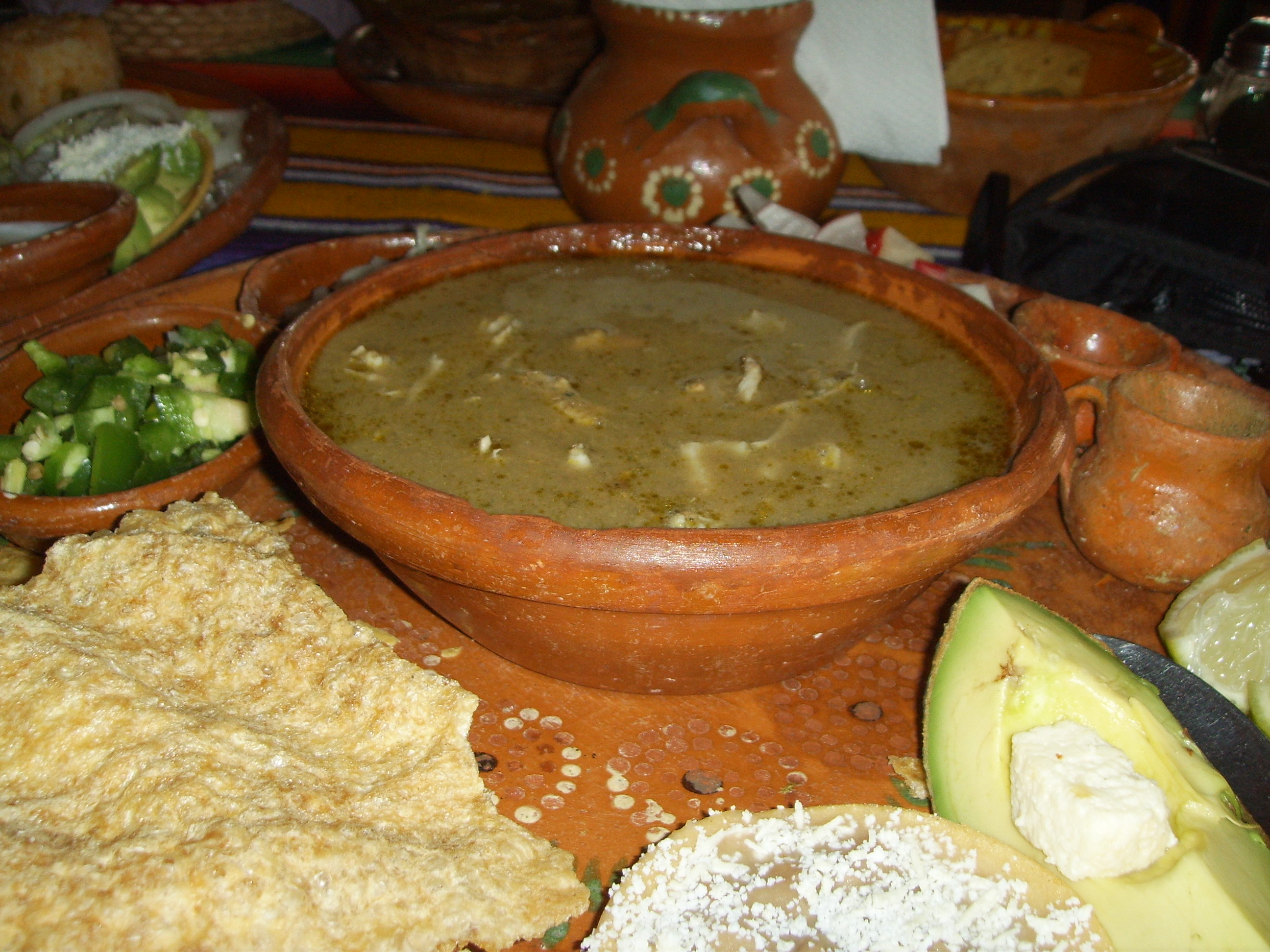
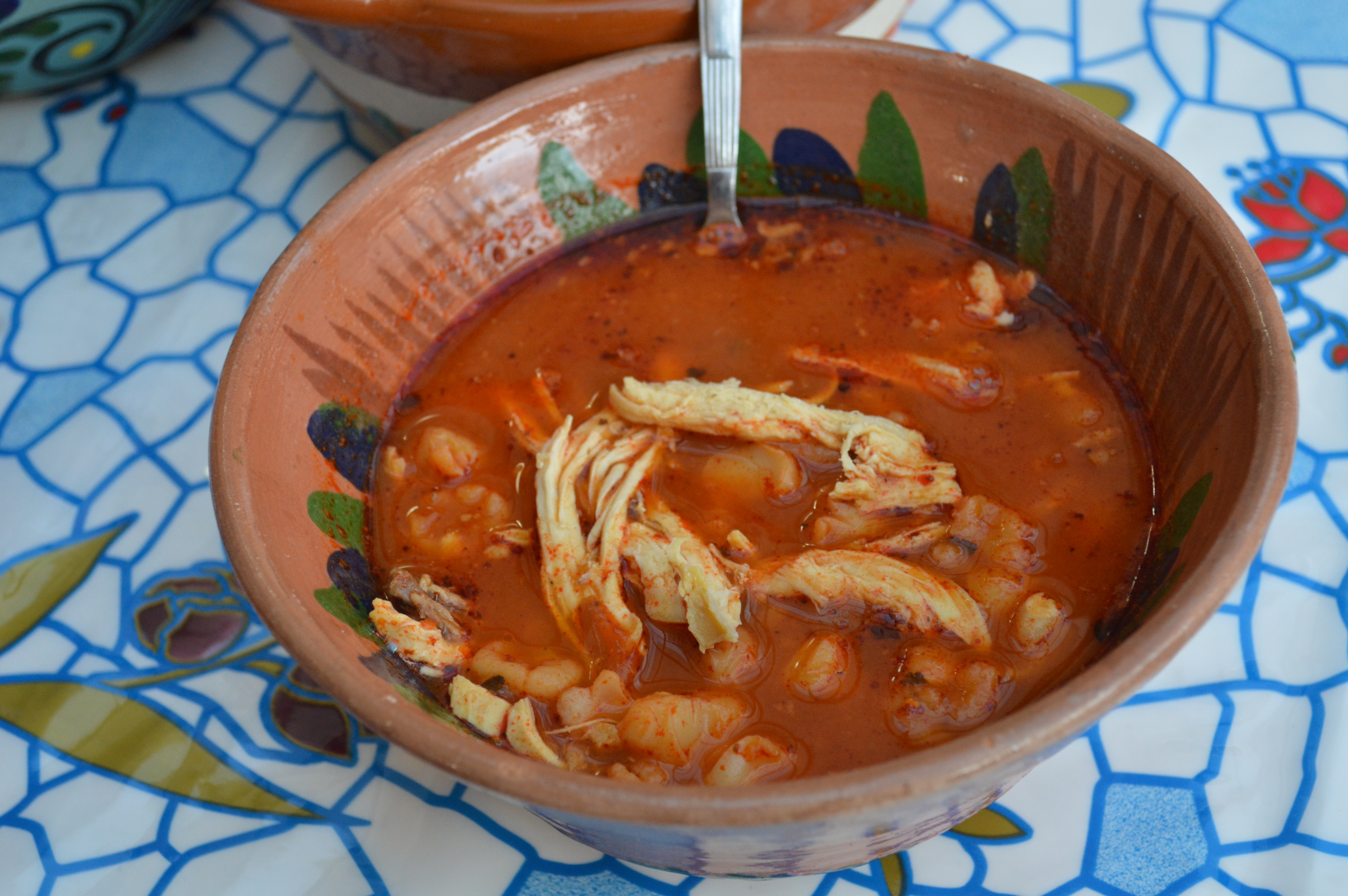
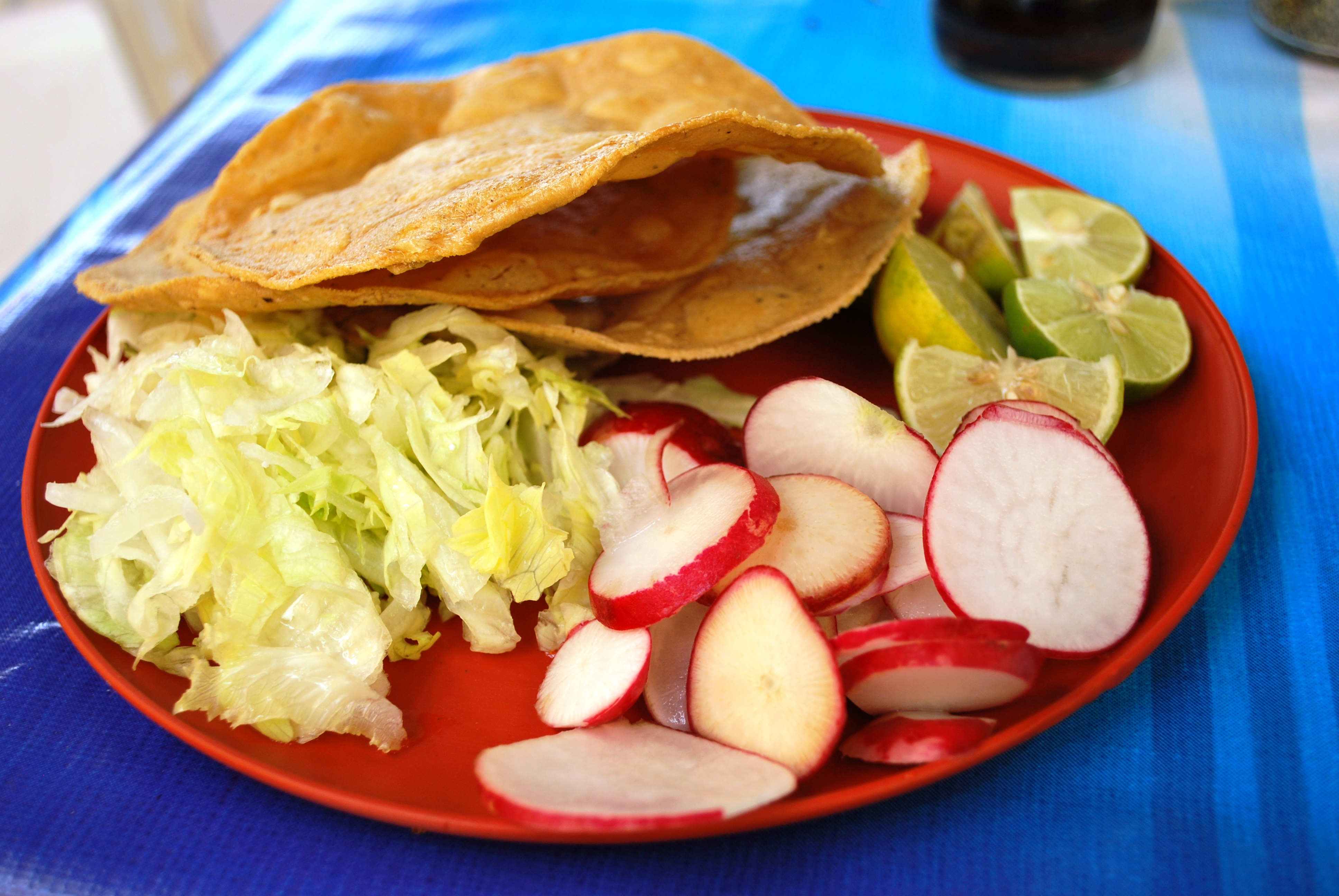